# 독일의 가을
독일의 가을(독일어: Deutscher Herbst)은 1977년 9월과 10월 사이 있었던 독일 연방 공화국의 시기 그 당시 정치적 분위기를 지칭한다. 이 시기 서독 정부에 테러 조직으로 지정된 극좌 무장 단체인 적군파 (독일)의 일련의 공격이 발생했다. 독일의 가을에 독일의 산업가 한스 마르틴 슐라이어의 납치 및 살해, 루프트한자 181편 납치 사건, 수감되어 있던 적군파 1세대 지도부의 자살이 발생했다. 이 사건은 적군파의 이른바 "공세 77"의 종막을 장식했다. 독일의 가을은 독일 연방 공화국 역사상 가장 심각한 위기 중 하나로 여겨진다.
"독일의 가을"이라는 용어는 1978년 영화 《독일의 가을》(독일어: Deutschland im Herbst)에서 유래했으며, 이는 "신독일 영화"의 11명의 감독이 제작한 여러 다큐멘터리를 모아놓은 작품이다. 이 영화는 테러리즘에 대한 국가의 반응을 다양한 관점에서 비판적으로 탐구한다.

## 1977년 봄과 여름의 사건
1977년, 이른바 적군파 2세대의 활동은 정점에 달했다. 하지만 9월 이전의 사건은 일반적으로 독일의 가을 시기 사건으로 간주되지 않는다.

### 지그프리트 부바크 살해
1977년 4월 7일, 연방 검찰총장 지그프리트 부바크와 전속 운전사 볼프강 괴벨, 연방 검찰청 차량 관리 책임자 게오르크 부르스터가 카를스루에에서 적군파의 "울리케 마인호프 코만도"(Kommando Ulrike Meinhof)에게 오토바이에서 총격을 받아 차량에서 사망했다.

### 위르겐 폰토 살해
1977년 7월 30일, 드레스드너 은행 이사회 대변인 위르겐 폰토는 납치 시도 실패로 인해 살해당했다. 폰토를 개인적으로 알고 있던 적군파 대원 수잔네 알브레히트는 브리기테 몬하우프트와 크리스티안 클라어와 동행하여 폰토를 방문했다. 알브레히트의 정치적 급진화를 알지 못했던 폰토는 오버우르젤의 오버회히슈타터 슈트라세에 있는 자신의 사저에서 의심 없이 맞이했다. 폰토가 납치에 저항하자 클라어와 몬하우프트는 그에게 여러 발의 총격을 가해 치명상을 입혔다. 세 명은 폰토의 빌라 앞에서 기다리고 있던 페터위르겐 보크가 운전하는 도주 차량을 타고 달아났다.
1977년 8월 25일, 카를스루에의 연방 검찰청 건물에 대한 공격은 실패했다.

## 1977년 가을의 전개

### 한스 마르틴 슐라이어 납치

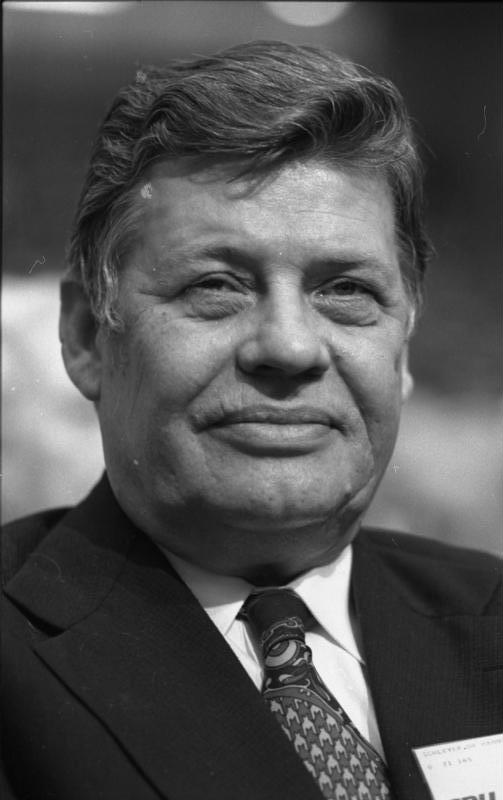
한스 마르틴 슐라이어 †

1977년 9월 5일, 독일 사용자 협회 연맹(Bundesvereinigung der Deutschen Arbeitgeberverbände, BDA)과 독일 산업 연맹(Bundesverband der Deutschen Industrie, BDI)의 회장이었던 한스 마르틴 슐라이어가 쾰른에서 납치되었다. 또한 운전사와 경찰관 세 명이 살해당했다. 납치범은 수감된 적군파 테러리스트 11명의 석방을 요구했다.

### 루프트한자 항공기 납치
독일 정부가 2년 전 페터 로렌츠 납치 사건 때와 달리 협박에 굴복하지 않자, 적군파와 동맹을 맺은 팔레스타인 해방대중전선(PFLP)의 테러리스트는 1977년 10월 13일 루프트한자 항공기 "란츠후트"를 납치하여 압력을 높이려 했다. 중동을 거쳐 조종사 위르겐 슈만을 살해한 후, 항공기는 소말리아의 수도인 모가디슈 국제공항에 착륙했다. 10월 18일 오전 0시 5분(CET)경 서독 대테러 부대 GSG 9는 납치된 항공기 안으로 침투했다. 그날 아침 늦게 도이칠란트푼크의 특별 보도에 따르면 "모든 인질이 풀려났다. 아직 사망자나 부상자가 있었는지 알 수 없다..."고 발표했다. 승무원 5명 중 4명을 포함한 87명의 인질 전원이 구출되었다. 납치범 3명은 사망하고 1명은 중상을 입었다.

### 슈탐하임 교도소의 죽음의 밤
얼마 지나지 않은 1977년 10월 18일 새벽, "슈탐하임의 죽음의 밤"으로 알려진 이날, 슈투트가르트슈탐하임의 최고 보안 교도소에 수감되어 있던 적군파 대원 안드레아스 바더, 구드룬 엔슬린, 그리고 얀카를 라스페가 스스로 목숨을 끊은 것으로 알려졌다. 그곳에 함께 수감되어 있던 이름가르트 묄러는 여러 차례 칼에 찔려 가슴에 상처를 입었지만, 자살 시도 추정에서 살아남았다. 납치되었던 한스 마르틴 슐라이어는 이후 납치범에게 살해되었다. 슐라이어의 시신은 10월 19일 저녁 프랑스 알자스 지방의 뮐루즈의 한 뒷골목에 주차된 녹색 아우디 100 GL 트렁크에서 발견되었는데, 이곳은 독일 및 스위스 국경과 가까운 곳이었다.

## 정치적 반응

### 정치적 분열
독일의 가을 동안 서독의 정당은 격렬한 논쟁을 벌였다. 중도우파인 독일 기독교민주연합(CDU)과 바이에른 기독교사회연합(CSU)으로 구성된 야당은 헬무트 슈미트(SPD) 총리 하의 집권 사회-자유주의 연합인 독일 사회민주당(SPD)과 자유민주당(FDP)이 테러리스트들과 이념적으로 가깝다고 의심했다. 이에 대해 연립정부는 야당이 히스테리적인 과잉 반응을 보이며 독일 연방 공화국을 경찰국가로 만들려고 시도한다고 비난했다.

### 정책 합의
이러한 의견 차이에도 불구하고 슐라이어 납치 사건 초기에 슈미트 총리는 서독 분데스탁의 모든 원내정당 구성원을 포함하는 이른바 대위기위원회(Großer Krisenstab)를 소집했다. 역사학자 볼프강 크라우스하르는 훗날 이 시기를 "미선언된 비상사태"(state of exception)라고 설명했다. 당파를 초월한 합의의 결과 중 하나로 1977년 가을에 통과된 "접촉 금지법"(Kontaktsperre)이 통과되었는데 이는 변호사와의 면담을 포함하여 수감자에게 모든 종류의 접촉 금지를 허용했다. SPD 정치인이자 변호사인 후베르트 베버는 "독일 연방 공화국은 비상사태에 있지 않다"고 말하며 이 법을 환영했고, 따라서 법원이 비상사태의 법적 정의를 무리하게 적용하는 것은 잘못이라고 주장했다. 또한 형사소송법(Strafprozessordnung)이 개정되어 피고인이 최대 3명의 변호사를 선임할 수 있도록 제한되었다.

## 참고 문헌
- Eager, Paige Whaley (2008). 《From Freedom Fighters to Terrorists: Women and Political Violence》. Aldershot, England ; Burlington, VT: Ashgate. doi:10.4324/9781315583358. ISBN 978-0-7546-7225-8. OCLC 167499065.
- Geronimo (2012). 《Fire and Flames: A History of the German Autonomist Movement》. 번역 Kuhn, Gabriel. Oakland: PM Press. ISBN 978-1-60486-097-9.
  - Originally published as 《Feuer und Flamme. Zur Geschichte der Autonomen》 (독일어). Berlin & Amsterdam: Edition ID-Archiv. 1990. ISBN 978-3-89408-004-4.
- Goldsmith, Melissa Ursula Dawn (2002년 12월 16일). 《Montage, Music and Memory: Remembering Deutschland im Herbst (Germany in Autumn, 1978)》. 《Kinoeye》 2. ISSN 1475-2441. 2003년 8월 26일에 원본 문서에서 보존된 문서.
- Herf, Jeffrey (Fall 2008). 《An Age of Murder: Ideology and Terror in Germany》. 《Telos》. 8–37쪽. ISSN 0090-6514. 2021년 10월 5일에 원본 문서에서 보존된 문서.
- Kielmansegg, Peter von (2000). 《Nach der Katastrophe. Eine Geschichte des geteilten Deutschlands》. Die Deutschen und ihre Nation : neuere deutsche Geschichte (독일어). Berlin: Siedler. ISBN 978-3-88680-329-3.
- Möller, Irmgard (1992년 5월 17일). 《Irmgard Möller 'Ich will nicht anders leben'》 [이름가르트 묄러 '나는 다르게 살고 싶지 않다']. 《Der Spiegel》. (인터뷰) (Hamburg: SPIEGEL-Verlag Rudolf Augstein). 2024년 9월 17일에 확인함.
- “Red Roses from Roter Morgen”. 《Time》. 110권 7호. 1977년 8월 15일. 2021년 10월 5일에 원본 문서에서 보존된 문서.
- Smith, J.; Moncourt, André (2008). 《Daring to Struggle, Failing to Win: The Red Army Faction's 1977 Campaign of Desperation》. Oakland, CA: PM Press. ISBN 9781604860283.
- Usselmann, Rainer (Spring 2002). 《18. Oktober 1977: Gerhard Richter's Work of Mourning and Its New Audience》 (PDF). 《Art Journal》 61. 4–25쪽. doi:10.1080/00043249.2002.10792104. JSTOR 778164. S2CID 191489383. 2021년 10월 5일에 원본 문서 (PDF)에서 보존된 문서.
- Stubbe da Luz, Helmut (2022). 《'Extreme Situationen, schnelle Entscheidungen': Helmut Schmidt gegen Sturmflut und RAF-Terror》 ['극단적인 상황, 빠른 결정': 헬무트 슈미트와 폭풍 해일 및 RAF 테러] (독일어). Bremen: Edition Falkenberg. ISBN 978-3-95494-265-7.